# Neutrophile (biologie)
Ne doit pas être confondu avec Granulocyte neutrophile.
Pour les articles homonymes, voir Neutrophile.

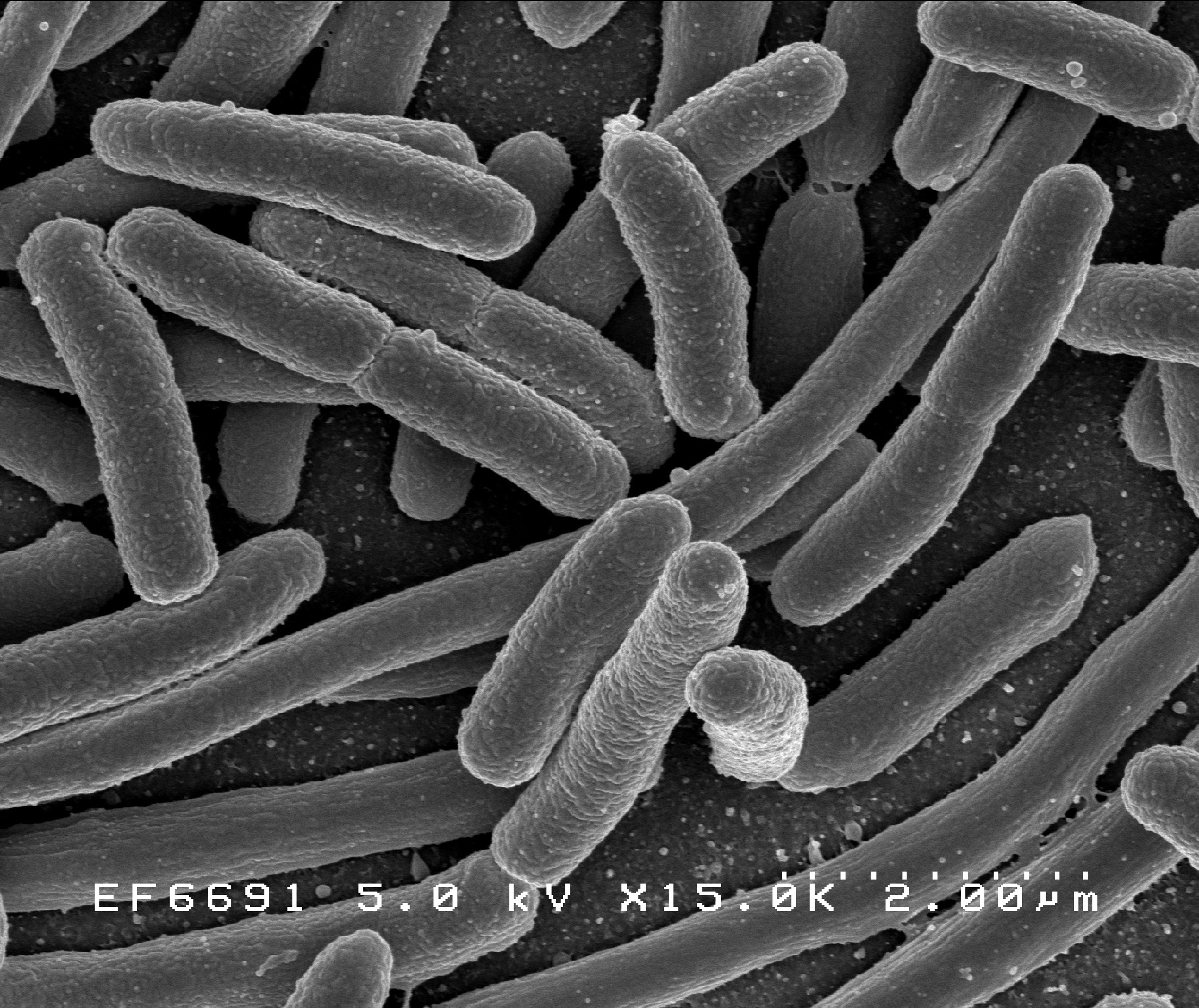
Escherichia Coli, un neutophile

Un neutrophile est un organisme qui se développe dans un environnement au pH neutre (ou relativement neutre). Un organisme neutrocline est un organisme neutrophile supportant des conditions légèrement basiques ou acides.